# Joséphine de La Baume
Joséphine de La Baume (* 8. Oktober 1984 in Paris) ist eine französische Schauspielerin und Model.

## Karriere
Bevor Joséphine de La Baume in einem Spielfilm mitspielte, wirkte sie in den Kurzfilmen Un aperçu du bonheur, I Am an Island, Abracadabra und Some Kinda Fuckery mit. Sie erhielt eine kleinere Rolle in der Filmkomödie Boogie Woogie – Sex, Lügen, Geld und Kunst neben Gillian Anderson, Alan Cumming und Heather Graham. Als „Marie“ ist sie in dem historischen Filmdrama Die Prinzessin von Montpensier zu sehen, der eine Episode aus dem Leben von Marie Renée d'Anjou (* 1550) zum Thema hat. behandelt, die von Mélanie Thierry verkörpert wird. Im Jahr darauf spielte La Baume in den Filmen Billy Bates, Johnny English – Jetzt erst recht! und Zwei an einem Tag mit. In der vierteiligen Miniserie Titanic verkörperte sie in zwei Episoden Madame Aubart. Zudem wirkte sie in der deutsch-französisch-britische Koproduktion Bekenntnis eines jungen Zeitgenossen und dem Filmdrama Kiss of the Damned von Xan Cassavetes mit.
Joséphine de La Baume war in einem Werbevideo zu Agent Provocateur zu sehen.

## Privat
De La Baume wurde in Paris geboren. Ihre Eltern sind der Franzose François – Investmentbanker und Besitzer des Théâtre de la Pépinière – und die Schweizerin Anne (geborene Salmanowitz). Sie hat einen jüngeren Bruder. De La Baume machte ihren Bachelor an der American University in London.
Von September 2010 bis April 2017 war sie mit dem Musikproduzenten Mark Ronson verheiratet.

## Filmografie
- 2003: Un aperçu du bonheur (Kurzfilm)
- 2008: I Am an Island (Kurzfilm)
- 2009: Abracadabra (Kurzfilm)
- 2009: Some Kinda Fuckery (Kurzfilm)
- 2009: Boogie Woogie – Sex, Lügen, Geld und Kunst (Boogie Woogie)
- 2010: Notre jour viendra
- 2010: Die Prinzessin von Montpensier (La princesse de Montpensier)
- 2011: Johnny English – Jetzt erst recht! (Johnny English Reborn)
- 2011: Zwei an einem Tag (One Day)
- 2012: Titanic (Miniserie, zwei Folgen)
- 2012: Bekenntnis eines jungen Zeitgenossen (Confession of a Child of the Century)
- 2012: Kiss of the Damned
- 2013: Rush – Alles für den Sieg (Rush)
- 2013: Joy de V.
- 2013: Billy Bates
- 2013, 2014: Mr Selfridge (Fernsehserie, 3 Folgen)
- 2014: Listen Up Philip
- 2014: If You Don't, I Will (Arrête ou je continue)
- 2014: The Missing (Fernsehserie, 2 Folgen)
- 2015: Ursus
- 2015: Eva & Leon (L'échappée belle)
- 2015: Road Games
- 2015–2018: Frankreich gegen den Rest der Welt (Au service de la France, Fernsehserie, 12 Folgen)
- 2017: Ransom (Fernsehserie, Folge 1x12 Refuge)
- 2017: Madame – Nicht die feine Art (Madame)
- 2017: Bees Make Honey
- 2017: Killer’s Bodyguard (The Hitman’s Bodyguard)
- 2018: Paris bei Nacht (L'amour est une fête)
- 2018: Alien Crystal Palace
- 2020: Nur ein einziges Leben (Waiting for Anya)
- 2020: Éléonore
- 2020: Ursus
- 2021: Madame Claude
- 2022: Top Boy (Fernsehserie, 5 Folgen)
- 2022: Grace (Fernsehserie, Folge 2x03 Dead Tomorrow)